# Fuagea
Fuagea (auch: Fuakea) ist eine Insel von Tuvalu im südwestlichen Teil des Atolls von Funafuti.
Fuagea ist Teil des Funafuti Conservation Area, welches 1996 gegründet wurde um die spezielle Fauna und Flora des Gebiets zu schützen. Dazu gehört unter anderem Lepidodactylus tepukapili, eine Art Gecko, die bisher nur auf Fuagea und dem nahegelegenen Tepuka nachgewiesen werden konnte.